# Handwerkerhäuschen

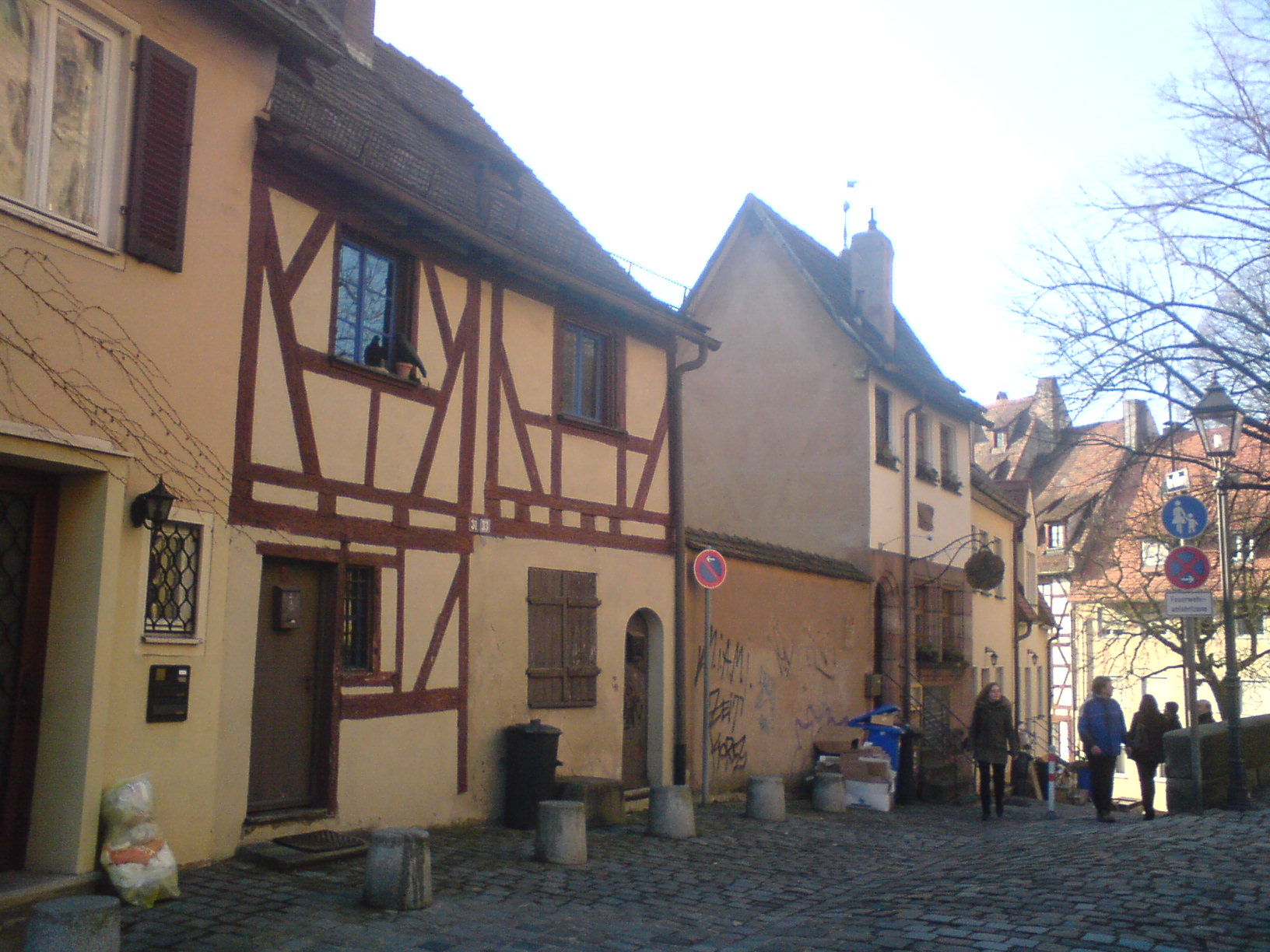
Handwerkerhäuschen "Am Ölberg" unterhalb der Burg in Nürnberg

Die Handwerkerhäuschen gehören zu den wichtigen Baudenkmälern der Nürnberger Altstadt und sind eine Station der Historischen Meile Nürnberg. Sie liegen entlang der Gasse Am Ölberg am Fuße der Nürnberger Burg. In dieser Gasse befindet sich auch das älteste Fachwerkhaus in Nürnberg aus dem Jahre 1338.
Schon im 11. Jahrhundert entstanden erste salische Ansiedlungen südlich der Burg für Burghandwerker, -bedienstete und Händler.
Dies war der Ausgangspunkt für die Entwicklung der Stadt Nürnberg. 
Die Handwerkerhäuschen wurden als kleine, eingeschossige Wohn- und Werkstatthäuser für Handwerker errichtet, mit zum Teil nur ein oder zwei Räumen. Diese wurden später aufgestockt, blieben aber in ihrem mittelalterlichen Kern erhalten. Die ursprünglichen Strohdächer wurden wegen der Brandgefahr schon früh verboten.
Nur einige wenige dieser schmalen zweigeschossigen Häuser überstanden die Bombenangriffe im Zweiten Weltkrieg unbeschädigt.